# Mauro Perković
Pour les articles homonymes, voir Perković.
Mauro Perković, né le 22 mars 2003 à Pula en Croatie, est un footballeur croate qui évolue au poste de défenseur central au KS Cracovie, en prêt du Dinamo Zagreb.

## Biographie

### En club
Né à Pula en Croatie, Mauro Perković est formé par le NK Istra. Le 27 janvier 2021, il joue son premier match en professionnel lors d'une rencontre de championnat contre le HNK Rijeka. Il entre en jeu lors de ce match remporté par son équipe (3-0),.
Le 18 septembre 2021, Perković inscrit son premier but en professionnel lors d'un match de championnat face au NK Slaven Belupo. Il entre en jeu et égalise de la tête dans le temps additionnel, permettant à son équipe d'obtenir le point du match nul (1-1 score final),.
Le 16 février 2023, Mauro Perković rejoint le Dinamo Zagreb sous la forme d'un prêt jusqu'à la fin de la saison, avec obligation d'achat.
Le 22 février 2025, Mauro Perković prend la direction de la Pologne en signant en faveur du KS Cracovie sous la forme d'un prêt d'un an avec option d'achat.

### En sélection
Mauro Perković représente l'équipe de Croatie des moins de 19 ans. Il joue son premier match face au Pays de Galles le 1er septembre 2021 (victoire 2-0 des Croates).